# Gamle Bergen Museum
Gamle Bergen Museum er et frilandsmuseum, som ligger i bydelen Sandviken i Bergen. Det er opbygget omkring det gamle lyststed Elsesro. Museet blev åbnet i 1949 og er nu en del af Bymuseet i Bergen. Frilandsmuseet har bygninger fra 1700- og 1800-tallet som er flyttet fra forskellige steder i Bergen til dette område. Bygningerne består hovedsagelig af en- og toetagers træhuse med træbeklædning og tegltag.

## Oprettelse
Museumsforeningen blev oprettet i 1934, og museet åbnede for publikum i 1949. Museets mål var at bevare et billede af Bergen med gader og miljøer sådan som byen engang havde været. Det skulle fortælle om bergensk byggeskik, de forskellige sociale lags liv og virksomhed, om håndværk og handel fra 1700- og 1800-tallet. I samlingen findes blandt andet bageri, bagerens hus, et købmandshus, urmagerens hus, skipperens hus, håndværkerhuset, embedsmandsbolig, hus for tandlæge og barberer. Fra 1941 til 1971 var arkitekt Kristian Bjerknes direktør for Gamle Bergen Museum.

## Huse
- Allersgården
- Dorothe Engelbretsdatters hus
- Elsesro
- Krohnstedet
- Lyststedet Frydenlund
- Nordnesgaten 23 (Håndverkerhuset)
- Kong Oscars gate 48 (Embetsmannshuset)
- Nordnesgaten 25 (Glassmesterhuset)
- Solheimsvikens bedehus (Torvsalen)
- Welanderhjemmet i Bergen